# María Isabel de Wurtemberg
María Isabel de Wurtemberg (en alemán: Maria Isabella von Württemberg; Orth an der Donau, 30 de agosto de 1871-Dresde, 24 de mayo de 1904) fue miembro de la Casa de Wurtemberg por nacimiento y miembro de la Casa de Wettin por matrimonio.

## Familia y primeros años

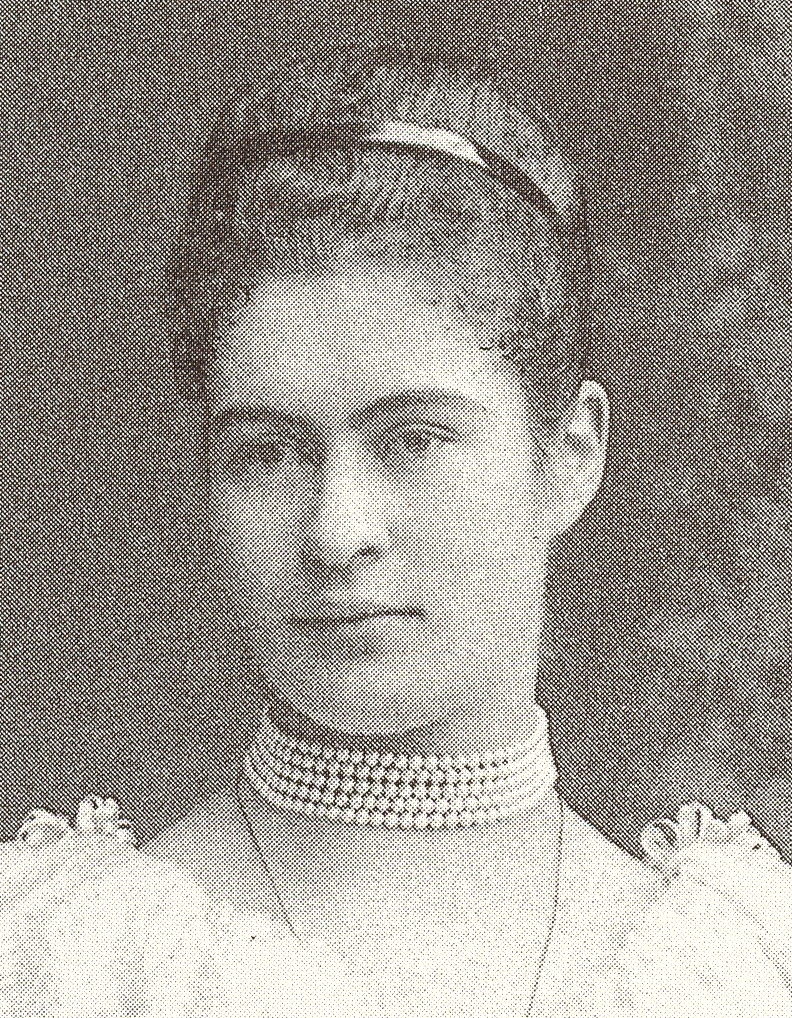
María Isabel de Wurtemberg

María Isabel fue el tercer vástago y segunda y última hija del duque Felipe de Wurtemberg y de su esposa, la archiduquesa María Teresa de Austria. Por parte de su padre eran sus abuelos el duque Alejandro de Wurtemberg y la princesa María de Orleans, y por parte de su madre el archiduque Alberto de Austria-Teschen y la princesa Hildegarda de Baviera. Pasó su infancia y juventud en las distintas residencias de sus padres en el Imperio austrohúngaro.
Sus hermanos fueron Alberto, que sería jefe de la casa real de Wurtemberg; María Amelia, la cual murió con 18 años; Roberto, y Ulrico.

## Matrimonio
María Isabel se casó en Stuttgart el 5 de abril de 1894 con el príncipe Juan Jorge de Sajonia (1869-1938), segundo varón y sexto de los ocho hijos del rey Jorge I de Sajonia y la infanta María Ana de Portugal.
El matrimonio, que se instaló en Dresde, no tuvo hijos. María Isabel tuvo problemas de salud toda su vida. Se sometió a una dolorosa operación el 11 de mayo de 1904, muriendo por complicaciones de la misma trece días después. La corte sajona le guardó luto hasta el 11 de julio.
Su viudo volvió a casarse en 1906 con la princesa María Inmaculada de Borbón-Dos Sicilias, pero no tuvo tampoco hijos de este matrimonio.

## Títulos y tratamientos
Esta tabla aún no está actualizada. Puedes contribuir aportando información sobre títulos y tratamientos de esta persona.
- Datos: Q2154008
- Multimedia: Duchess Maria Isabella of Württemberg / Q2154008